# Drużynowe Mistrzostwa Świata Juniorów na Żużlu 2018
Drużynowe Mistrzostwa Świata Juniorów na Żużlu 2018 (DMŚJ) – cykl turniejów żużlowych, mających wyłonić najlepszą drużynę narodową (do lat 21) w sezonie 2018. Po raz 11. w historii złote medale zdobyli reprezentanci Polski.

## Finał
- Outrup, 18 sierpnia 2018
- sędzia: Aleksander Latosiński (Ukraina)

| Msc |                                                                                      | Drużyna / Zawodnik                                             | Biegi           | Punkty |
| --- | ------------------------------------------------------------------------------------ | -------------------------------------------------------------- | --------------- | ------ |
| 1   |                                                                                      | Polska                                                         | Polska          | 46     |
| 1   | Rafał Karczmarz Daniel Kaczmarek Maksym Drabik Bartosz Smektała Wiktor Lampart       | (w,–,–,–,–) (3,3,3,2,–) (2,2,3,2,2) (3,3,3,2,2) (3,2,2,3,1)    | 0 11 13 11      |        |
| 2   |                                                                                      | Dania                                                          | Dania           | 42     |
| 2   | Christian Thaysen Patrick Hansen Andreas Lyager Frederik Jakobsen Jonas Seifert-Salk | (2,–,2,–,2) (3,1,2,3,w) (3,1,2,3,3) (2,2,3,3,3) (–,1,–,1,–)    | 6 9 12 13 2     |        |
| 3   |                                                                                      | Wielka Brytania                                                | Wielka Brytania | 29     |
| 3   | Daniel Bewley Ellis Perks Zach Wajtknecht Nathan Greaves Connor Mountain             | (1,3,1,2!,3,3) (1,2,0,–,1) (2,1,1,1,2) (1,2,d,–,1) (–,–,–,1,–) | 13 4 7 4 1      |        |
| 4   |                                                                                      | Szwecja                                                        | Szwecja         | 4      |
| 4   | Anton Karlsson Henrik Bergström Emil Millberg Robin Norman William Björling          | (t,0,1,0,0) (0,0,0,–,0) (0,d,2!,0,w) (1,–,0,0,–) (–,0,–,0,0)   | 1 0 2 1 0       |        |

Bieg po biegu:
1. Smektała, Jakobsen, Bewley, Bergström
2. Lyager, Drabik, Perks, Karlsson (t)
3. Kaczmarek, Thaysen, Greaves, Millberg
4. Hansen, Wajtknecht, Norman, Karczmarz (w/u)
5. Smektała, Perks, Seifert-Salk, Björling
6. Bewley, Drabik, Hansen, Millberg (d4)
7. Kaczmarek, Jakobsen, Wajtknecht, Karlsson
8. Lampart, Greaves, Lyager, Bergström
9. Smektała, Hansen, Karlsson, Greaves (d4)
10. Drabik, Thaysen, Wajtknecht, Bergström
11. Kaczmarek, Lyager, Bewley, Norman
12. Jakobsen, Lampart, Millberg (!), Perks
13. Jakobsen, Drabik, Bewley (!) Norman
14. Lyager, Smektała, Wajtknecht, Millberg
15. Hansen, Kaczmarek, Mountain, Björling
16. Bewley, Lampart, Seifert-Salk, Karlsson
17. Lyager, Drabik, Perks, Bergström
18. Jakobsen, Smektała, Greaves, Björling
19. Lampart, Wajtknecht, Hansen (w/su), Millberg (w/u)
20. Bewley, Thaysen, Lampart, Karlsson